# E3 Prijs Harelbeke 1973
L'E3 Prijs Harelbeke 1973, sedicesima edizione della corsa, si svolse il 24 marzo su un percorso con partenza ed arrivo a Harelbeke. Fu vinta dal belga Willy In 't Ven della squadra Molteni davanti ai connazionali Albert Van Vlierberghe e  Walter Planckaert.

## Ordine d'arrivo (Top 10)
| Pos. | Corridore              | Squadra                    | Tempo    |
| ---- | ---------------------- | -------------------------- | -------- |
| 1    | Willy In 't Ven        | Molteni                    | 5h39'00" |
| 2    | Albert Van Vlierberghe | Rokado-de Gribaldy         | a 22"    |
| 3    | Walter Planckaert      | Watney-Maes Pils           | s.t.     |
| 4    | Freddy Maertens        | Flandria-Carpenter-Shimano | s.t.     |
| 5    | Georges Pintens        | Rokado-de Gribaldy         | s.t.     |
| 6    | Patrick Sercu          | Brooklyn                   | s.t.     |
| 7    | Dirk Baert             | Novy-Romy Pils-Total       | s.t.     |
| 8    | Ronald De Witte        | Flandria-Carpenter-Shimano | s.t.     |
| 9    | Daniel Van Ryckeghem   | Novy-Romy Pils-Total       | a 1'21"  |
| 10   | Rik Van Linden         | Rokado-de Gribaldy         | s.t.     |